# Salomon Kalou
Salomon Armand Magloire Kalou (ur. 5 sierpnia 1985 w Oumé) – piłkarz grający na pozycji napastnika, reprezentant Wybrzeża Kości Słoniowej, brat Bonaventure Kalou.

## Kariera klubowa
Wychowanek klubu ASEC Mimosas, w 2003 roku został piłkarzem Feyenoordu. W Eredivisie zadebiutował 30 listopada w przegranym 0:2 meczu z Ajaksem Amsterdam, zmieniając w drugiej połowie Anthony’ego Lurlinga. Po rozegraniu dwóch spotkań został wypożyczony do drugoligowego Excelsioru (2004). Od sezonu 2004/2005 był podstawowym graczem Feyenoordu i jego czołowym strzelcem – przez dwa lata zdobył 35 goli. Ponadto w 2005 roku zdobył Nagrodę Johana Cruijffa dla najbardziej utalentowanego zawodnika Eredivisie. Tym samym stał się drugim zagranicznym piłkarzem, który otrzymał to wyróżnienie.
30 maja 2006 roku został zawodnikiem Chelsea. Zadebiutował w niej 13 sierpnia w przegranym 1:2 meczu z Liverpoolem o Tarczę Wspólnoty. Tydzień później po raz pierwszy zagrał w Premier League – wystąpił w wygranym 3:0 spotkaniu z Manchesterem City. 25 października strzelił swojego pierwszego gola – zdobył bramkę w pojedynku Pucharu Ligi Angielskiej z Blackburn Rovers.
Wraz z londyńskim klubem raz został mistrzem Anglii (2010), czterokrotnie wywalczył puchar kraju (2007, 2009, 2010, 2012) oraz zdobył Tarczę Wspólnoty (2009). Ponadto w sezonie 2007/2008 dotarł z nim do finału Ligi Mistrzów, w którym Chelsea przegrała z Manchesterem United, a on zagrał w dogrywce (zmienił Florenta Maloudę) i zdobył gola w serii rzutów karnych. Cztery lata później (2012) wraz z Chelsea wygrał rozgrywki Ligi Mistrzów – w finałowym meczu z Bayernem Monachium wystąpił w podstawowym składzie, a pod koniec regulaminowego czasu gry został zmieniony przez Fernando Torresa.
7 lipca 2012 roku podpisał czteroletni kontrakt z Lille OSC. Pierwszy mecz rozegrał 11 sierpnia 2012 w wygranym meczu z AS Saint-Étienne 2:1. Swojego pierwszego gola strzelił 17 sierpnia w meczu AS Nancy zremisowanym 1:1. 31 sierpnia 2014 roku Hertha BSC pozyskała z francuskiego Lille OSC piłkarskiego reprezentanta Wybrzeża Kości Słoniowej Salomona Kalou - poinformował menedżer niemieckiego klubu Michael Preetz.
29-letni napastnik podpisał w niedzielę trzyletnią umowę. Według magazynu "Kicker" Hertha zapłaciła za niego trzy miliony euro. Po sezonie 2019/20 wygasł jego kontrakt z Herthą Berlin i na zasadzie wolnego transferu przeszedł do brazylijskiego klubu Botafogo FR. W 2022 podpisał kontrakt z klubem AS Arta/Solar7.

## Kariera reprezentacyjna
Namawiany był do gry w reprezentacji Holandii, nie wystąpił jednak w mistrzostwach świata w Niemczech (2006). W lutym 2007 roku zadebiutował w kadrze Wybrzeża Kości Słoniowej w towarzyskim meczu z Gwineą. W 2008 roku wystąpił w igrzyskach olimpijskich w Pekinie (rozegrał cztery mecze i strzelił dwa gole).
Wraz z reprezentacją Wybrzeża Kości Słoniowej wystąpił w trzech Pucharach Narodów Afryki: w 2008, 2010 i 2012 roku (srebrny medal). Ponadto w 2010 uczestniczył w mistrzostwach świata w RPA. W turnieju tym rozegrał trzy mecze i strzelił jednego gola – zdobył bramkę w wygranym 3:0 spotkaniu z Koreą Północną.